# LVCI 155–164
Az LVCI 155–164 egy szerkocsisgőzmozdony-sorozat volt az osztrák-magyar Lombardisch-venetianischen und central-italienischen Eisenbahn-Gesellschaft (LVCI) magánvasút-társaságnál.
A tíz gőzmozdonyt a Beyer-Peacock-tól szerezte be az LVCI 1857-ben. A Déli Vasút (SB) a 2. sorozatba osztotta a mozdonyokat. 1867-ben a tíz mozdony a Lokomotiven zur Strade Ferrate Alta Italia-hoz (SFAI) került.
A Rete Mediterranea-on át még négy mozdony került az FS-hoz, ahol az LVCI 1-50 sorozatból érkezett négy mozdonnyal együtt az FS 102 sorozatba lettek beosztva.

## Fordítás
- Ez a szócikk részben vagy egészben  a   LVCI 155–164 című német Wikipédia-szócikk fordításán alapul.  Az eredeti cikk szerkesztőit annak laptörténete sorolja fel. Ez a jelzés csupán a megfogalmazás eredetét és a szerzői jogokat jelzi, nem szolgál a cikkben szereplő információk forrásmegjelöléseként. - Az eredeti szócikk forrásai szintén ott találhatóak.